# ساعة مكة
ساعة مكة هي ساعة واقعة فوق مجمع أبراج البيت ضمن فندق فيرمونت بمدينة مكة المكرمة الواقعة غرب السعودية، وترتفع عن الارض مايزيد عن 600 متر لتكون أعلى وأكبر حجم ساعة في العالم، وقد بدأ تشغيلها في شهر رمضان من عام 1431 هـ تجريبيًّا، كما ربط مركز توقيت مكة المكرمة بشبكة التوقيت العالمي «يو تي سي» ومقرها في مدينة باريس.

## البداية
كانت بداية مشروع الساعة عندما أعلن الأمير خالد الفيصل أمير منطقة مكة المكرمة في 13 مارس 2008 أن الراحل السعودي الملك عبد الله بن عبد العزيز أمر بإنشاء ساعة مكة في أعلى البرج الخامس من مشروع وقف الملك عبد العزيز بمكة على ارتفاع حوالي 601 مترا، ليتسنى رؤيتها وسماعها من كل الجهات، وعلى بعد مسافة تصل إلى 13كم. حيث تبلغ أبعاد الجهة الواحدة من ساعة مكة المكرمة 43 متراً عرضاً في 43 متراً ارتفاعاً كما يعلوها لفظ الجلالة (الله) من الجهات الأربع.

## المشروع
يشتمل المشروع على أربعِ ساعات بمعدل ساعةٍ لكل جهةٍ من جهاتِ البرج، منها ساعتان رئيسيتان إحداهما تواجه الحرم المكي إلى جهة الشمال والأخرى في الجهة المقابلة إلى الجنوب بارتفاع حوالي 80 مترًا بما فيها لفظُ الجلالة (الله) وبعرض حوالي 65 مترًا وقطرهما حوالي 43 مترًا. أما الساعتان الجانبيتان باتجاه جهتي الشرق والغرب فيبلغ ارتفاعهما حوالي 65 مترًا وعرضهما حوالي 39 مترًا وقطرهما نحو 25 مترًا.
وتعد ساعةُ مكةَ المكرمة أطولَ ساعة في العالم بطول 40 مترًا، وارتفاع 400 مترٍ عن مستوى سطح الأرض. وهي مصنوعة في ألمانيا وركب على جدرانها مصادر ضوئية تصدر إشعاعات في المناسبات كالأعياد وإشارات ضوئية عند وقت الأذان. في بعض المناسبات الإسلامية كدخول الأشهر الهجرية والأعياد، وتضيء 16 حزمة ضوئية عمودية خاصة تصل إلى ما يزيد على 10 كيلومترات نحو السماء وتبلغ قوة كل حزمة ضوئية 10 كيلوواط.
يُبث أذانُ المسجد الحرام مباشرة من أعلى ساعة مكة عبر مكبرات صوت خاصة بحيث يمكن سماع الأذان في محيط المسجد الحرام وذلك من مسافة 7 كيلومترات تقريبا. وأثناء الأذان، تضاء أعلى قمة ساعة مكة بواسطة 21.000 مصباح ضوئي يصدر أضواءً لامعة باللونين الأبيض والأخضر يمكن رؤيتها من مسافة تصل إلى 30 كيلومترا من البرج، وهي تشير بذلك إلى وقت دخول الصلاة. كما تمكن هذه الإشارات الضوئية ذوي الاحتياجات الخاصة كضعيفي السمع مثلا أو الذين يتواجدون على مسافة بعيدة من المسجد الحرام من معرفة وقت دخول الصلاة عند مشاهدتها.
وتكون واجهة الساعة باللون الأبيض والمؤشرات باللون الأسود نهارا، وباللون الأخضر والمؤشرات باللون الأبيض ليلا. ويعلو برج الساعة أكبر هلال في العالم يصل إلى مسافة 601 متراً أعلى سطح الحرم والذي يحوى على أعلى مسطح سكني على مستوى العالم حيث أنه يحاكي تصميم السفن من الداخل وبهِ غرف سكنية وأخرى للتشغيل والخدمة والصيانة. كما خصصت ستة مصاعد لنقل الزوار إلى الشرفة المحيطة أسفل الساعات الأربعة والتي يبلغ عرضها حوالي خمسة امتار، ويتوج هذا العمل بالزخارف الإسلامية المستوحاة من التراث الإسلامي.
نفذ مشروع الساعة شركة ألمانية، فيما أشرفت شركة بن لادن على المشروع إلى جانب بقية أجزاء مشروع أبراج البيت. وقد ساهم ببنائها 250 مهندساً متخصصاً وفنياً، واستعين بسبع رافعات برجية.

## عن الساعة
صنع الساعة مجموعة من المهندسين والحرفيين من ألمانيا وسويسرا ودول أوروبية أخرى، وتشرفُ عقاربُ الساعةِ على مساحةٍ واسعة من مدينة مكة َالمكرمة حيث يمكن رؤيتها من على بعد 8 كيلومتراتٍ، وهي تمثل تحفة معمارية فريدة.
تتكون الساعة من أربع واجهات، ولقد ركبت على جدران الساعة مخارج ضوئية من أشعة الليزر تصدر شعاعاً ضوئياً في المناسبات المختلفة، كالأعياد إضافة إلى إشارات ضوئية وقت الأذان وبعضُها يرسلُ ضوء للسماءِ كما أن للساعة نظام حماية متكامل لتغيرات المناخ من أتربة ورياح وأمطار. ويبلغ وزن كل محرك في الساعة على ما يزيد عن 21 طناً، وتولد الألواح الشمسية الطاقة الكهربائية لتشغيل محركات الساعة، كما ترتبط الساعة بالشبكة الكهربائية العامة للمدينة لتتزود بطاقة كهربائية إضافية. ولكل واجهة من واجهات الساعة الأربعة محركا خاصاً بها، مع وجود تطابق في الوقت فيما بينها، يربطهما توقيت مكة المكرمة، الذي يستمد معلوماته من خمس ساعات ذرية عالية الدقة تشكل الجزء الأساسي من مركز توقيت مكة المكرمة.

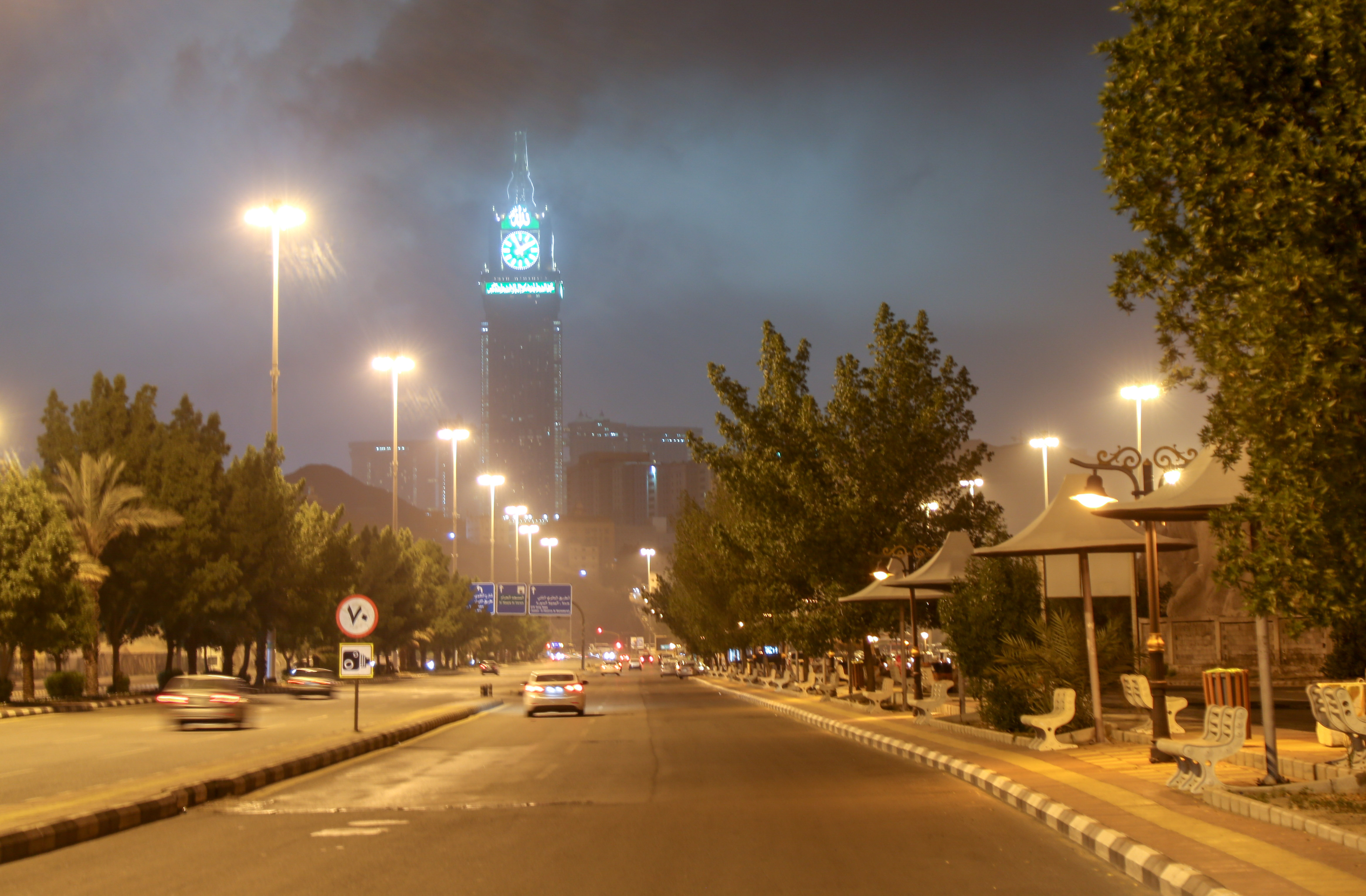
منظر لبرج الساعة من شارع كدي

تبلغ أبعاد الجهة الواحدة من ساعة مكة المكرمة 43 متراً عرضاً في 43 متراً ارتفاعاً. ويبلغ ارتفاع برج الساعة قرابة 250 متراً، يبدأ البناء من ارتفاع 350 متراً فوق سطح الأرض في قمة البرج رقم 5 من مشروع «وقف الملك عبد العزيز للحرمين الشريفين» (أبراج البيت)، ليصل مجمل ارتفاع ساعة مكة المكرمة إلى 601 متر. غطيت الساعة الفريدة بأكثر من 98 مليون قطعة من الفسيفساء الزجاجية الملونة، إضافة إلى أكثر من مليوني وحدة ضوئية من نوع LED بغرض الإضاءة، مع تغطيتها بـ 430 متراً مربعاً من الألياف الكربونية المطورة. كما تم تطوير خليط من مادة البرونز وفق خاصية تناسب صناعة التروس فقد تم صب خليط البرونز بأسلوب الصب المستمر ثم تقطيعه حسب الحجم المطلوب، ليتم بعد ذلك تشكيله بصورة تقريبية وفق المقاييس النهائية وهو لا يزال عند درجة حرارة 50 درجة مئوية، وخلال عملية التشكيل تصل الآلات إلى دقة قياس +/ 3- ملم، وبعد ذلك ضبط موقع التروس بدقة عالية عندما وضعت الأجزاء بشكلها النهائي. كما تراقب جميع مراحل العمل بأجهزة قياس دقيقة لضمان جودة تصنيع كل جزء من أجزاء الساعة على حدة. وتتكون سلسلة مسننات التروس وأسنان التروس البرونزية المواجهة لها من الفولاذ المقوى خصيصاً وبالرغم من حجمها الكبير إلا أن التروس تعشق داخل سلسلة المسننات بتفاوت يصل إلى 0.01 ملم فقط، وتساهم هذه الدقة العالية لتعشيق التروس في جعل الأجزاء المتحركة تتحرك بأقل قدر من الاحتكاك.
كما يعد الهلال الموجود على قمة الساعة الأكبر في العالم حيث يبلغ قطره 23 متراً ويبلغ طول حرف الألف الموجود في كلمة «الله أكبر» في أعلى الساعة أكثر من 23 متراً. ويرفع الأذان من أعلى ساعة مكة المكرمة بواسطة أقوى نظام صوتي من نوعه على الإطلاق، وتضاء أثناء الأذان 21,000 وحدة ضوئية باللونين الأبيض والأخضر تستخدم لتعزيز الرؤية في جميع أنحاء منطقة مكة المكرمة حيث تضيء 24 قضيبا متحركا، و800 قضيب ثابت.

## الصور

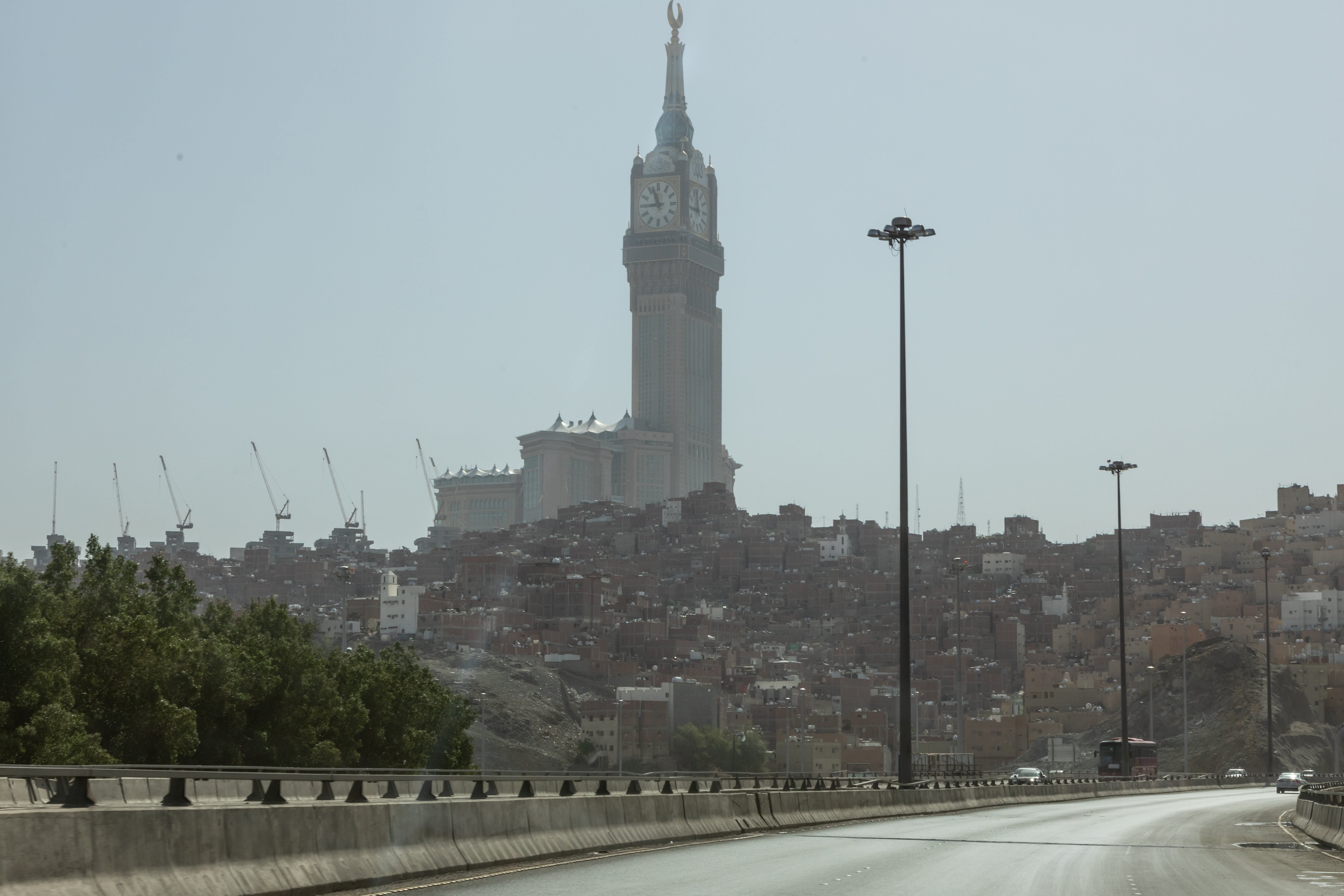
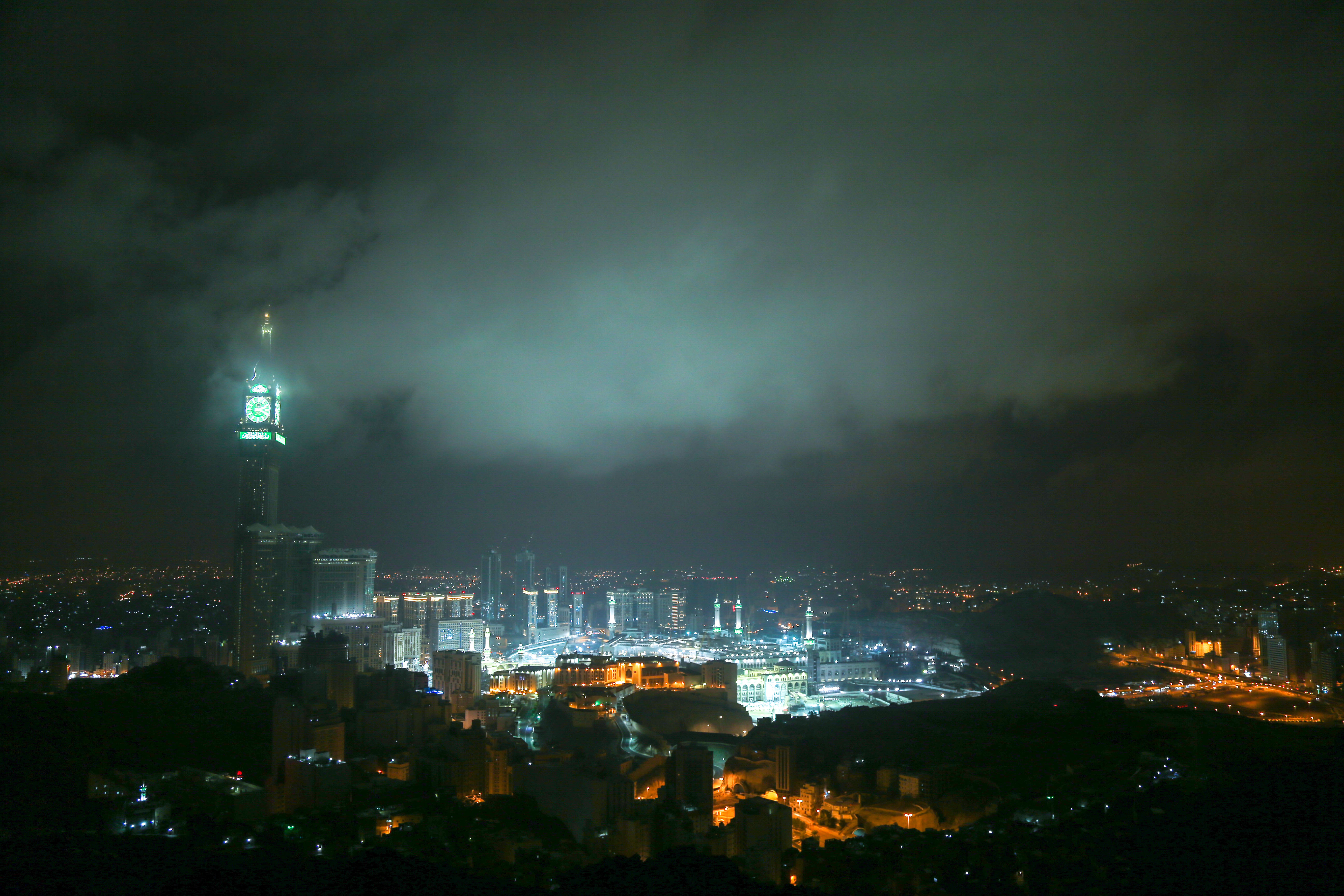

## وصلات خارجية
- ما لا تعرفه عن ساعة مكة